# Saint-Congard
Saint-Congard [sɛ̃ kɔ̃gaʁ] je francouzská obec v departementu Morbihan v regionu Bretaň.

## Historie
Jméno obce je odvozeno od světce Congara (bretonsky Kongar) ze 6. století, kterému je zasvěcen zdejší farní kostel. První písemné zmínky pocházejí z 9. století v souvislosti s rozšířeným křesťanstvím. Ve 12. století se Saint-Congard stal farností. Vesnice patřila klášterům nebo špitálům až do Velké francouzské revoluce. V roce 1790 se Saint-Congard stal samostatnou obcí.

## Vývoj počtu obyvatel
Počet obyvatel

## Pamětihodnosti
- pravěké památky na území obce: neolitické dílny nástrojů, megalitické stavby, hroby z doby bronzové
- pozůstatky z galo-románského období
- novogotický kostel z roku 1881
- 3 kaple ze 17. a 19. století
- Kalvárie na hřbitově